# Days -愛情と日常-
「Days -愛情と日常-」（デイズ -あいじょうとにちじょう-）は、AiMの15枚目のシングル。

## 収録曲
1. Days -愛情と日常- [4:58]
作詞：うらん、作曲：大久保薫・うらん、編曲：大久保薫
TVアニメ『デジモンテイマーズ』EDテーマ（第21 - 51話）
2. Let's Get Dream! [3:57]
作詞：松木悠、作曲：マツキチ、編曲：田光マコト・大久保薫
3. Days -愛情と日常-（カラオケ） [4:58]
4. Let's Get Dream!（カラオケ） [3:55]

## 収録アルバム
- デジモンテイマーズ シングルベストパレード (#1、Thanks Version 1)
- DIGIMON HISTORY 1999-2006 ALL THE BEST (#1)
- デジモンエンディングベストエイマー (#1)